# Alojz Sokol
Alajos Szokolyi o Alajos Szokoly (en eslovac: Alojz Sokol) (19 de juny de 1871 - 9 de setembre de 1932) era un atleta eslovac-hongarès del Regne d'Hongria. Va competir als Jocs Olímpics d'Estiu de 1896.
Szokolyi competí als 100 metres llisos. A l'eliminatòria va completar-la amb 12.75 s. i va avançar a la final. Allà quedà tercer igual que Francis Lane, ja que arribaren a la meta als 12.6 segons tots dos. Finalment el COI va atorgar a cada un d'ells dos la medalla de bronze.
Szokolyi posava en quart lloc en el salt triple, amb un millor esforç d'11.26 metres.
També competí als 110 metres tanques. Les fonts difereixen pel que fa a si Szokolyi anava segon o tercer en la seva eliminatòria. Sembla que era en segon lloc fins a la tanca final i ensopegar allà, permetent a Frantz Reichel passar-lo i prendre-li segon lloc que donava el bitllet per a la final.